# Gymnochthebius bacchusi
Gymnochthebius bacchusi är en skalbaggsart som beskrevs av Perkins 2005. Gymnochthebius bacchusi ingår i släktet Gymnochthebius och familjen vattenbrynsbaggar. Inga underarter finns listade i Catalogue of Life.